# Gaiadendron
Gaiadendron es un género de arbusto perteneciente a la familia Loranthaceae. 

## Especies
- Gaiadendron coronatum Kuijt, 2015[1]
- Gaiadendron punctatum (Ruiz & Pav.) G. Don, 1834